# Адміністративний устрій Яворівського району
Адміністративний устрій Яворівського району — адміністративно-територіальний устрій Яворівського району Львівської області на 2 міські ради, 4 селищні ради та 31 сільську раду, які об'єднують 138 населених пунктів і підпорядковані Яворівській районній раді. Адміністративний центр — місто Яворів.

## Список радЯворівського району
| №  | Назва                          | Центр              | Населені пункти                                                                                            | Площа км² | Місце за площею | Населення (2001), осіб. | Місце за населенням |
| -- | ------------------------------ | ------------------ | --- | --------- | --------------- | ----------------------- | ------------------- |
| 1  | Новояворівська міська рада     | м. Новояворівськ   | м. Новояворівськ с. Когути с. Стені                                                                        |           |                 | 29 867                  | 1                   |
| 2  | Яворівська міська рада         | м. Яворів          | м. Яворів                                                                                                  |           |                 | 12 905                  | 2                   |
| 3  | Івано-Франківська селищна рада | смт Івано-Франкове | смт Івано-Франкове с. Верещиця с. Лелехівка                                                                |           |                 | 7 211                   |                     |
| 4  | Краковецька селищна рада       | смт Краковець      | смт Краковець с. Брожки с. Глиниці с. Мор'янці с. Передвір'я                                               |           |                 | 3 585                   |                     |
| 5  | Немирівська селищна рада       | смт Немирів        | смт Немирів с. Великі Макари с. Воля с. Руда с. Салаші с. Середина с. Слободяки с. Шаварі                  |           |                 | 3 329                   |                     |
| 6  | Шклівська селищна рада         | смт Шкло           | смт Шкло с. Солиги с. Стадники                                                                             |           |                 | 6 162                   |                     |
| 7  | Бердихівська сільська рада     | с. Бердихів        | с. Бердихів с. Молошковичі с. Підлуби                                                                      | 2,835     |                 | 2 081                   |                     |
| 8  | Бірківська сільська рада       | с. Бірки           | с. Бірки с. Рокитне                                                                                        |           |                 | 2 469                   |                     |
| 9  | Бунівська сільська рада        | с. Бунів           | с. Бунів с. Іваники                                                                                        |           |                 | 966                     |                     |
| 10 | Великопільська сільська рада   | с. Великополе      | с. Великополе с. Затока                                                                                    |           |                 | 1 041                   |                     |
| 11 | Верблянська сільська рада      | с. Вербляни        | с. Вербляни с. Гораєць с. Дацьки с. Дебрі с. Калитяки с. Коти с. Пазиняки с. Пісоцький с. Хляни с. Ціпівки |           |                 | 4 767                   |                     |
| 12 | Віжомлянська сільська рада     | с. Віжомля         | с. Віжомля с. Глинець с. Новосілки с. Чорнокунці с. Щиглі                                                  |           |                 | 1 769                   |                     |
| 13 | Вороцівська сільська рада      | с. Вороців         | с. Вороців с. Карачинів с. Паланки с. Солуки                                                               |           |                 | 2 145                   |                     |
| 14 | Добростанівська сільська рада  | с. Добростани      | с. Добростани с. Воля-Добростанська с. Качмарі с. Кертинів                                                 |           |                 | 1 930                   |                     |
| 15 | Домажирська сільська рада      | с. Домажир         | с. Домажир с. Жорниська с. Зелів с. Кожичі                                                                 |           |                 | 3 032                   |                     |
| 16 | Дрогомишльська сільська рада   | с. Дрогомишль      | с. Дрогомишль с. Грушів с. Липовець с. Лужки                                                               |           |                 | 1 879                   |                     |
| 17 | Завадівська сільська рада      | с. Завадів         | с. Завадів с. Колониці с. Поруби с. Щеплоти                                                                |           |                 | 2 254                   |                     |
| 18 | Залузька сільська рада         | с. Залужжя         | с. Залужжя с. Бориси с. Вахули с. Ковалі с. Новий Яр с. Новини с. Старий Яр с. Цетуля                      |           |                 | 5 608                   |                     |
| 19 | Калинівська сільська рада      | с. Калинівка       | с. Калинівка с. Поруденко с. Шутова                                                                        |           |                 | 1 394                   |                     |
| 20 | Кам'янобрідська сільська рада  | с. Кам'янобрід     | с. Кам'янобрід                                                                                             |           |                 | 1 186                   |                     |
| 21 | Лозинська сільська рада        | с. Лозино          | с. Лозино с. Великі Гори с. Верхутка с. Дубровиця с. Середній Горб с. Ставки с. Турича                     |           |                 | 1 434                   |                     |
| 22 | Любинська сільська рада        | с. Любині          | с. Любині с. Воля Любинська с. Мельники с. Роснівка с. Сарни                                               |           |                 | 1 585                   |                     |
| 23 | Мальчицівська сільська рада    | с. Мальчиці        | с. Мальчиці                                                                                                |           |                 | 1 098                   |                     |
| 24 | Мужиловичівська сільська рада  | с. Мужиловичі      | с. Мужиловичі                                                                                              |           |                 | 1 021                   |                     |
| 25 | Нагачівська сільська рада      | с. Нагачів         | с. Нагачів с. Липина с. Семирівка                                                                          |           |                 | 4 475                   |                     |
| 26 | Наконечнянська сільська рада   | с. Наконечне Друге | с. Наконечне Друге с. Наконечне Перше                                                                      |           |                 | 2 320                   |                     |
| 27 | Порічанська сільська рада      | с. Поріччя         | с. Поріччя с. Страдч с. Ямельня                                                                            |           |                 | 1 834                   |                     |
| 28 | Прилбичівська сільська рада    | с. Прилбичі        | с. Прилбичі                                                                                                |           |                 | 2 363                   |                     |
| 29 | Рогізненська сільська рада     | с. Рогізно         | с. Рогізно с. Дернаки с. Оселя с. Черчик                                                                   |           |                 | 3 380                   |                     |
| 30 | Рясне-Руська сільська рада     | с. Рясне-Руське    | с. Рясне-Руське с. Підрясне                                                                                |           |                 | 2 161                   |                     |
| 31 | Свидницька сільська рада       | с. Свидниця        | с. Свидниця с. Божа Воля с. Вовча Гора с. Коханівка с. Руда-Краковецька                                    |           |                 | 1 897                   |                     |
| 32 | Середкевичівська сільська рада | с. Середкевичі     | с. Середкевичі с. Висіч с. Зарубани с. Принада                                                             |           |                 | 2 425                   |                     |
| 33 | Смолинська сільська рада       | с. Смолин          | с. Смолин с. Війтівщина с. Вороблячин с. Карпи с. Луг с. Рішин с. Сопіт                                    |           |                 | 1 937                   |                     |
| 34 | Старичівська сільська рада     | с. Старичі         | с. Старичі с. Воля-Старицька                                                                               |           |                 | 3 723                   |                     |
| 35 | Терновицька сільська рада      | с. Терновиця       | с. Терновиця с. Ліс с. Рулево с. Чолгині                                                                   |           |                 | 2 053                   |                     |
| 36 | Чернилявська сільська рада     | с. Чернилява       | с. Чернилява с. Лісок                                                                                      | 2.948     |                 | 1 889                   |                     |
| 37 | Ясниська сільська рада         | с. Ясниська        | с. Ясниська с. Буда с. Діброва с. Задебрі с. Лісопотік с. Озерське                                         |           |                 | 1347                    |                     |

* Примітки: м. — місто, смт — селище міського типу, с. — село, с-ще — селище